# 日本ダイオネクス
日本ダイオネクス株式会社（にっぽんだいおねくす）は、かつて存在した分析機器の輸入、販売およびアフターサービスを行う企業。
2011年、米国ダイオネクスコーポレーションと米国サーモフィッシャーサイエンティフィックが合併し、現在はサーモフィッシャーサイエンティフィック株式会社となっている。

## 沿革
ダイオネクスコーポレーション
- 1968年 - インターナショナル・プラズマ・コーポレーション設立
- 1975年 - イオンクロマトグラフの開発と製造を開始
- 1978年 - ダイオネクス・コーポレーションに社名を変更
- 1980年 - 分析機器部門が新経営陣のもとに独立し、現在の米国ダイオネクス・コーポレーションとなる。イオンクロマトグラフの測定感度を大幅に向上させるサプレッサ技術の特許を多くの国で持ち、欧州8社、カナダ1社の販売子会社を通して世界的な販売を展開
- 1989年 - 100％出資の日本法人として日本ダイオネクス株式会社を設立
- 1998年 - ドイツの高速液体クロマトグラフ開発製造会社であるSoftron Gmbh社を傘下に収め、バイオ市場向けに高速液体クロマトグラフの製品ラインナップを充実させる
- 2000年 - オランダの超微量試料の分析に必要な、マイクロフロー高速液体クロマトグラフのメーカーであるLC　Packings社を傘下に加え、バイオ関連市場への営業展開を強化
- 2011年5月16日 - 米国サーモフィッシャーによる買収が完了。

日本ダイオネクス
- 1989年 - 日本ダイオネクス株式会社設立 （資本金 1,250 万円）
- 1990年 - 資本金4,250万円に増資・本店を大阪市淀川区西中島6丁目に移転・東京支社と商品センターを設置・九州営業所を開設
- 1993年 - 資本金 9,750 万円に増資
- 1994年 - 九州営業所を福岡市博多区祇園町に移転
- 1995年 - 名古屋営業所を開設
- 2000年 - 東京支社を東京都荒川区東日暮里に移転拡張
- 2001年 - 大阪本社ビル竣工
- 2006年 - 初代社長の森井貞治が退任し新社長に村上重美が就任

## 事業所
- 本社（大阪市淀川区西中島6-3-14）

### 支店・営業所
- 東京支社（東京都荒川区東日暮里5-17-9）
- 名古屋営業所（名古屋市中村区名駅3-16-3）
- 九州営業所（福岡市博多区祇園町1-28）